# 도요사토정 (미야기현)
도요사토정(豊里町)은 미야기현 북동부에 있었던 정이다. 2005년 4월 1일 시정촌 합병에 의해 폐지되었고, 구 정역은 도메시의 일부가 되었다.

## 역사
헤이안 시대 말기부터 가마쿠라 시대에 걸쳐 오슈 후지와라 씨 일족의 거관이 있었고, 멸망한 후에는 가사이 씨 신족이 거주했던 것으로 알려져 있다
- 5000여 년 전 사냥 위주의 생활이 이루어지고 있었다.
- 헤이안 시대 나가네에 수혈 건물의 취락이 있었다.
- 헤이안 시대 말기부터 가마쿠라 시대에 걸쳐 오슈 후지와라 씨 일족의 거관이 있었으며, 망한 후에는 가사이 씨의 신족이 거주한 것으로 알려져 있다.
- 에도 시대는 노보루마이 다테 번의 영지로서 개간이 진행되었다.
- 야스나가 3년(1774년) 아카이쓰 촌 호수 476호, 인구 2,050명, 샤나미 촌 호수 54호, 인구 332명.
- 1889년 4월 1일 - 정촌제 시행과 함께 아카이쓰 촌과 샤나미 촌이 합병해 도요사토 촌이 성립하였다.
- 1896년 - 기타카미 강, 사코가와 홍수
- 1898년 9월 - 기타카미 강, 사코가와 대홍수
- 1910년 8월 - 기타카미 강, 사코가와 강의 대홍수로 정촌 재정이 어려워져 교원 봉급 미지급을 초래했다.
- 1915년 - 전등선 건설 개시, 1917년 신전지구 개통, 이후 전 마을로
- 1927년 4월 - 기타카미 강 대홍수
- 1928년 - 전화 개설
- 1932년 - 4월부터 1940년(3월 유역 하류의 거듭된 수해로부터 지역을 지키기 위해 야마요시다 수몬 부근에서 노노다케역 동쪽까지의 약 11.7km를 거의 일직선으로 개삭했다.
- 1934년 - 사토성 산외 3명의 출자로 유료교·아카우즈교가 가설된다.
- 1950년 4월 1일 - 도요사토 대교 가설과 동시에 정으로 승격하였다.
- 1960년 - 다케바나 초등학교가 전국 학교 식림 콩쿠르에서 제1위를 차지하였다.
- 1962년 - 가미수도 공사에 착수, 1966년에 종료되었다.
- 1963년 - 도요사토 병원이 이전 철근 콘크리트 건물이 되었다.
- 1968년 - 야나기쓰 선(게센누마 선), 마에타니치~야나기쓰 간, 부분 개통, 리쿠젠토요사토 역, 미타케도 역이 개업.
- 1971년 - 도요사토 대교 영구교 교체 완성
- 1973년 - 비디오 테크 주식회사 조업 개시
- 1978년 - 10월부터 12월까지 누마사키 산 유적 발굴 조사
- 1980년 - 도요사토 초등학교의 신교사가 완성, 타케바나 초등학교, 후타츠야 초등학교를 통합(병합)하였다.
- 1982년 - 도요사토 중학교 신교사 완공
- 1984년 - 도요사토 유치원 원사 완공
- 1990년 - 공립 도요사토 병원이 신축되었다.
- 2005년 4월 1일 - 도메군 각 마을 및 모토요시군 쓰야마정과 합병해 도메시가 되었다.

## 교통

### 철도
- 동일본 여객철도
  - 게센누마선